# 17 Dywizja Strzelecka (ZSRR)
17 Dywizja Strzelecka (ros. 17-я Бобруйская Краснознаменная стрелковая дивизия) – dywizja piechoty Armii Czerwonej.
W 17 DP służbę pełnił Iwan Koniew jako dowódca 50 pułku piechoty, wchodzącego w jej skład. W 1928 roku o pracy Koniewa na tym stanowisku przełożony napisał: Pełen inicjatywy, energiczny i zdecydowany dowódca. W 1931 roku Iwan Koniew został mianowany dowódcą 17 DP.
17 DP przybyła na wojnę zimową z Finlandią z Moskiewskiego Okręgu Wojskowego. Brała udział w przygotowaniach do zajęcia państw nadbałtyckich, potem przerzucona na południe kraju, powróciła do Zachodniego Specjalnego Okręgu Wojskowego.
W czasie ataku Niemiec na Związek Radziecki (22 czerwca 1941 roku) 17 DP dowodził płk. Terenty Baczanow, i walczyła ona przeciw armii niemieckiej w składzie 21 Korpusu Strzeleckiego. W dniu 19 września została rozwiązana.  
Po ponownym sformowaniu 26 września 1941 roku wzięła udział w walkach w obronie Moskwy w listopadzie 1941 roku. Wchodziła wtedy w skład 33 Armii. Za te walki otrzymała miano 11 Dywizji Gwardyjskiej.

## Dowódcy dywizji
- Iwan Koniew (01.03.1931 — 21.11.1932)
- płk Terenty Baczanow (19.05.1938 — 29.06.1941)

## Struktura organizacyjna
- 55 pułk strzelecki
- 271 pułk strzelecki
- 278 pułk strzelecki
- 20 pułk artylerii
- 390 pułk artylerii haubic
- dywizjon przeciwpancerny
- dywizjon artylerii przeciwlotniczej
- batalion rozpoznawczy
- batalion saperów
- inne służby.